# Cantabria
Cantabria este o regiune istorică, provincie și o comunitate autonomă din Spania de nord, cu capitala în Santander. Se învecineaza la est cu Țara Bascilor, la sud cu Castilia și León, la vest cu Principatul Asturiei și la nord cu Marea Cantabrică. 

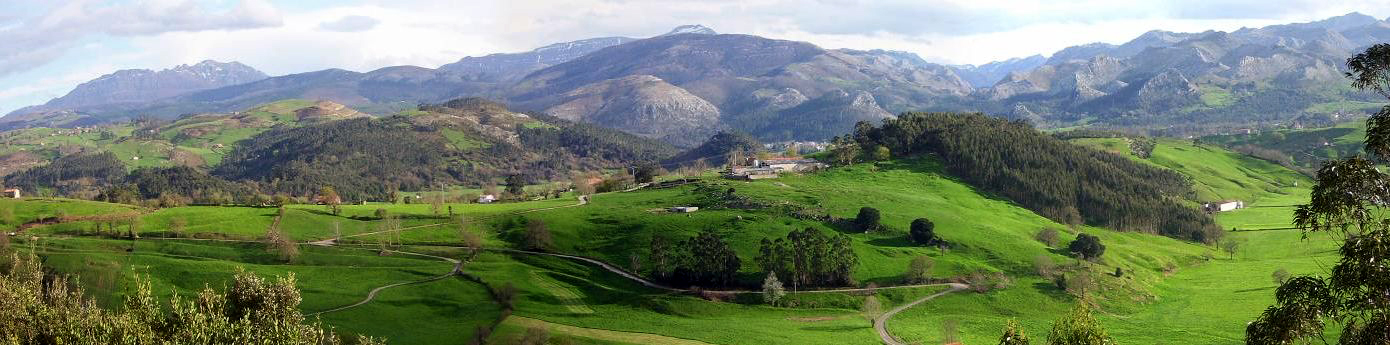

## Istorie
Cantabrii, un trib iberic, au fost stăpânii regiunii până în 19 î.Hr., când au fost cuceriți de romani . Datorită poziției izolate, zona a fost puțin afectată de invaziile maurilor din secolele  VIII - XI. În Evul Mediu, Cantabria a intrat în sfera de influență a Castiliei. Regiunea însăși era recunoscută în trecut sub numele de Santander, iar cea mai mare parte a populației este concentrată în orașul cu același nume.

## Geografie
Cantabria se află lângă golful Biscaya și acoperă o suprafață de 5.289 km². Dealurile sale de coastă se înalță, transformându-se  în Munții Cantabrici.

## Economie
Mineritul reprezintă o parte importantă a economiei.